# Crime passionnel
Crime passionnel är en fransk kriminologisk term för brott som begås i svartsjuka, i synnerhet mord på en otrogen make eller maka.
Äldre rätt i flera länder tillät en make att döda hustrun om hon var otrogen. I de svenska landskapslagarna medgavs detta utan straff, och Hälsingelagen lät även makan mörda mannen om hon ertappade honom med en annan kvinna. Som regel, både i Gamla testamentet (och därmed Mose lag), romerska rätten och i det hinduistiska samhället, avsågs endast kvinnan i rättsbegreppet äktenskapsbrott. Äktenskapsbrott straffades av staten med döden. I tolv tavlornas lag stadgades att inget straff skulle utgå om en släkting till en otrogen kvinna dödade henne. Att mörda både den otrogna hustrun och hennes älskare var en plikt i antikens Aten, och underlåtelse till detta straffades med förlust av medborgarskap. I Antikens Rom hade familjefadern, paterfamilias juridisk rätt att döda eller låta döda medlemmar av sitt hushåll på breda och relativt godtyckliga grunder om han ansåg att familjens heder vanärats, t.ex. genom otrohet.
Fram till 1970-talet utfästes inget straff för mord i Frankrike om det begicks av en gift man som tog sin otrogna hustru på bar gärning.[källa behövs] En kvinna i samma situation dömdes däremot för dråp. Sådana brott kom att kallas crime passionnel, "lidelsebrott". Ett berömt exempel var Ruth Ellis, som 1955 dömdes till döden för mord på sin otrogna pojkvän. Medier, liksom delar av fransk allmänhet menade att Ellis hade dömts till högst ett par års fängelse om hon begått brottet i Frankrike (som vid denna tidpunkt i praxis slutat verkställa avrättningar av kvinnor, oavsett brott).
Crime passionnel ansågs vara tillåtet eftersom det begicks oöverlagt av en person i stark affekt. Detta till skillnad från hedersmord, som kan beteckna mord i samma omständigheter men som är ett socialt krav, en plikt. Det amerikanska rättsbegreppet crime of passion betecknar inte endast svartsjukemord, utan oöverlagda brott som begås av överväldigande känslor till skillnad från överlagda sådana, och ger strafflindring.